# 陈学平
陈学平（1953年—），辽宁开原人，满族，中华人民共和国政治人物、第十一届全国人民代表大会黑龙江地区代表。
毕业于中央党校社会学专业，是中共党员。担任黑龙江省伊春市人大常委会副主任。2008年起担任全国人大代表。